# Принстънски университет
Принстънският университет (на английски: Princeton University) е частен университет, намиращ се в град Принстън, щата Ню Джърси, САЩ.
Като член на Бръшляновата лига (Ivy League), той е един от най-престижните университети в света. Създаден е през 1746 под името Колеж на Ню Джърси. Преименуван е на Принстънски университет през 1896.

## Галерия
- Аликзандър хол
- Ист пайн билдинг
- Департамент по германистика
- Колеж „Уитман“
- Департамент по философия
- Централна университетска библиотека „Файърстоун“
- Блеър хол
- Училище по международни отношения „Удроу Уилсън“

## Известни личности, учили в Принстънския университет

### Политици
- Джеймс Мадисън, четвъртият президент на САЩ
- Удроу Уилсън, двадесет и осмият президент на САЩ
- Джон Кенеди, тридесет и петият президент на САЩ
- Ален Дълес, директор на ЦРУ от 1953 до 1961
- Доналд Ръмсфелд, министър на отбраната на САЩ до 2006

### Бизнесмени
- Джеймс Т. Обри, Главен изпълнителен директор на CBS и MGM
- Джеф Безос, основател на Amazon.com
- Малкълм Форбс
- Стив Форбс

### Носители на Нобелова награда за икономика
- Гери Бекър
- Джеймс Хекман
- Джон Наш
- Майкъл Спенс
- Даниел Канеман

### Носители на Нобелова награда за физика
- Джон Бардийн
- Артър Комптън
- Клинтън Дейвисън
- Ричард Файнман
- Роберт Хофщетер
- Едуин Макмилан
- Ричърд Смоли
- Стивън Уайнбърг
- Франк Уилчек

### Други
- Джеймс Стюърт, американски актьор
- Алън Тюринг, британски математик
- Чарлс Конрад, третият човек стъпил на Луната
- Юджийн О'Нийл, носител на Нобелова награда за литература през 1936
- Франсис Скот Фицджералд, американски писател
- Бари МакКрий, ирландски писател
- Дийн Кейн, актьор, койти играе Супермен в телевизионния сериал Лоис и Кларк
- Дейвид Духовни, актьор от телевизионния сериал Досиетата Х
- Брук Шийлдс, американска актриса
- Уентуърт Милър, актьор от телевизионния сериал Бягство от затвора

## Известни професори в Принстънския университет
- Алберт Айнщайн, физик
- Курт Гьодел, логик
- Ангъс Дийтън (р. 1945), икономист
- Сол Крипке, философ и логик
- Томас Линдал (р. 1938), шведско-британски биохимик
- Артър Макдоналд (р. 1943), канадски физик
- Томас Ман, писател
- Тони Морисън, писателка
- Джойс Каръл Оутс, писателка
- Ендрю Уайлс, британски математик
- Джон Файн, историк
- Йошка Фишер, от септември 2006